# Atherion
Atherion ist eine Gattung sehr kleiner Ährenfische, die von Südafrika bis Indien und vom südlichen Japan bis Australien und den Fidschi-Inseln im küstennahen Meer leben. Sie kommen auch über Korallenriffen dicht unter der Wasseroberfläche vor, seltener auch in Gezeitentümpeln.

## Merkmale
Atherion-Arten werden 5 bis 6 Zentimeter lang. Sie sind langgestreckt, schlank und von silbriger Farbe. Unverwechselbares Kennzeichen der Gattung sind kleine Dornenfelder, die sich an der Außenseite des Mauls und an einigen Stellen am Kopf befinden. Die Basis der ersten, kleinen Rückenflosse liegt hinter den Spitzen der Brustflossen. Sie wird von drei bis sechs Flossenstacheln gestützt, die zweite, größere Rückenflosse hat einen Flossenstachel und 8 bis 13 Weichstrahlen, die Afterflosse einen Stachel und 13 bis 17 Weichstrahlen. Entlang der Seitenlinie zählt man 40 bis 44 Schuppen.
Atherion werden gelegentlich als Köderfisch oder als Futterfisch für größere Speisefische in Aquakultur genutzt. Über die Lebensweise, Nahrung und Fortpflanzung ist wenig bekannt. Die Eier sollen relativ groß sein.

## Systematik
Die Gattung gehörte innerhalb der Altweltlichen Ährenfische (Atherinidae) der Unterfamilie Atherinomorinae an. Eine Studie aus dem Jahre 2015, die mittels vergleichender genetischer Analyse erfolgte, kommt allerdings zu dem Schluss, dass Atherion die Schwestergruppe der Regenbogenfische (Melanotaeniidae) ist und ordnet sie der monotypischen Familie Atherionidae zu, die bereits 1948 aufgestellt wurde.
Es sind drei Arten beschrieben:
- Atherion africanum Smith, 1965
- Atherion elymus Jordan & Starks, 1901
- Atherion maccullochi Jordan & Hubbs, 1919